# Gruve 6

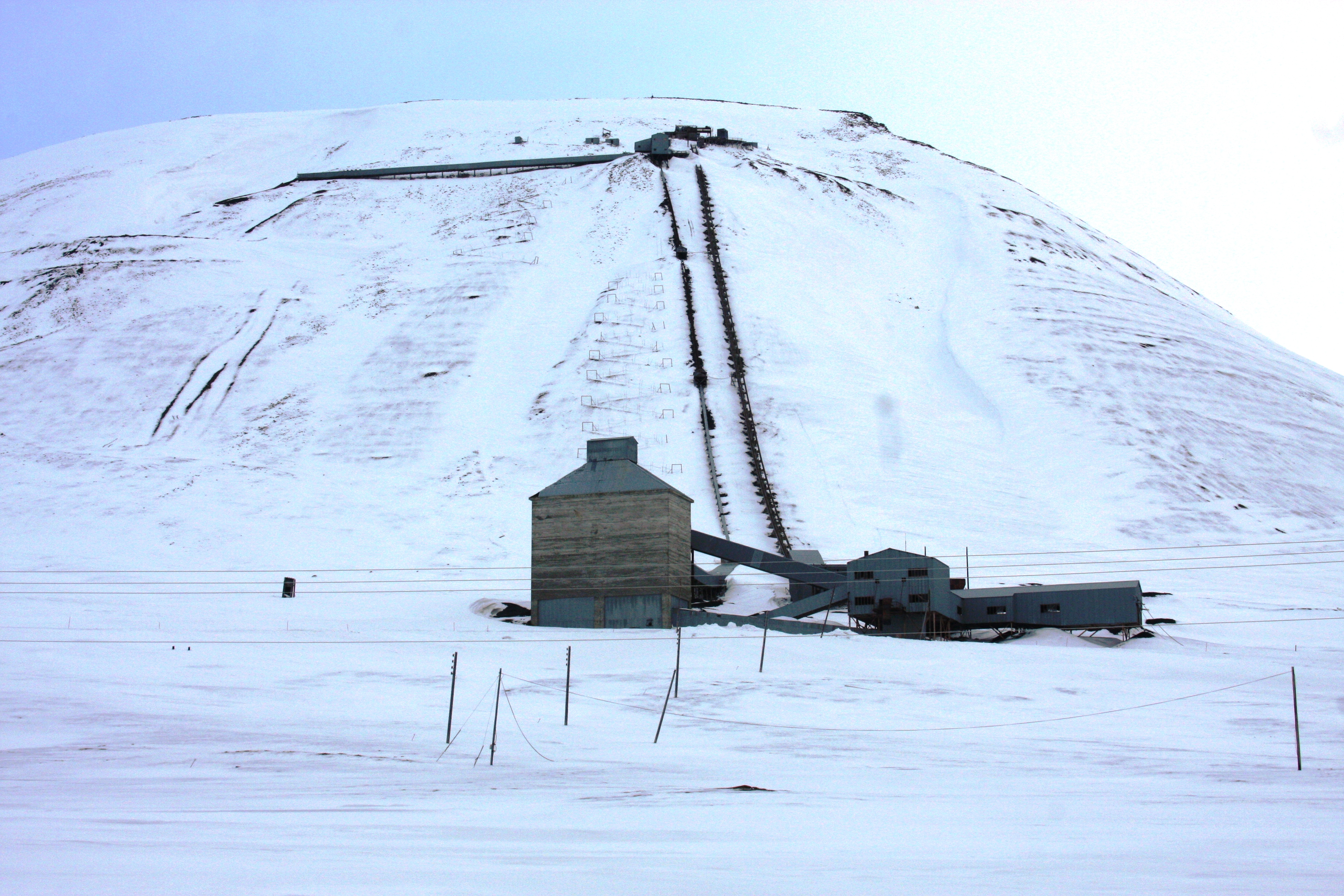
Gruve 6

Gruve 6 var en tidigare kolgruva utanför Longyearbyen i Svalbard. Gruvan ligger på 323 meters höjd i fjället Bolternosa i Adventdalen mellan Todalen och Bolterdalen. Tillredningen skedde 1967–1969, och driften pågick 1969–1981 enligt metoden retirerande strossdrift. Den avslutades innan allt kol tagits ut. Flötsen var 0,70 – 1,0 meter tjock.
Frakten av kol från gruvan gick med kabelbana. Den existerande kabelbanan förlängdes 3,8 kilometer från vinkelstationen för Gruve 5 i Adventdalen. Detta var den sista linbanan för koltransport som byggdes vid Longyearbyen. För den nyare Gruve 7 längre in i Adventdalen förlängdes inte kabelbanan. På sträckan från Gruve 6 finns den kvar och restaurerades, liksom vinkelstationen, 2010–2011. 

## Fotogalleri

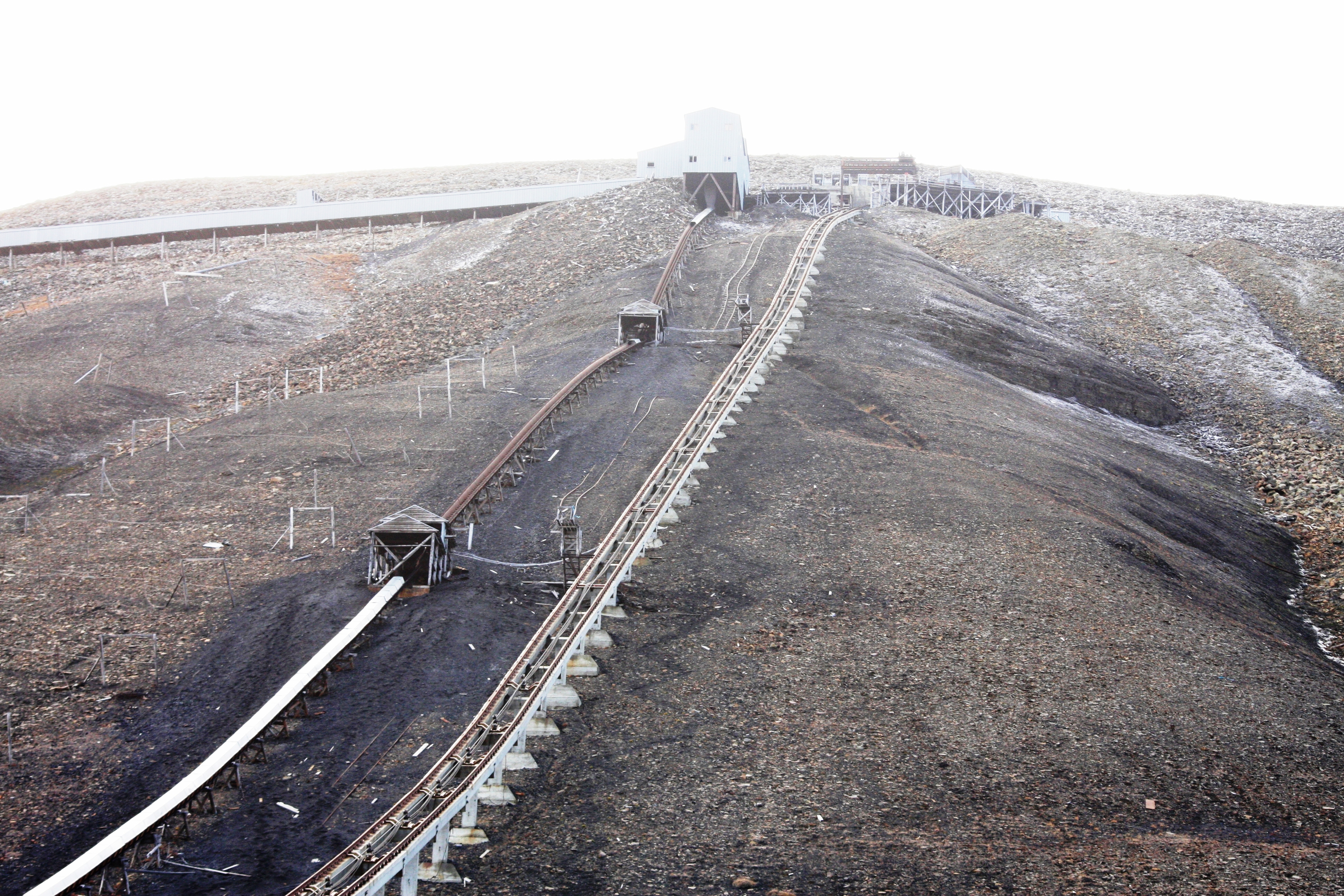
Installationer upp mot gruvinslaget
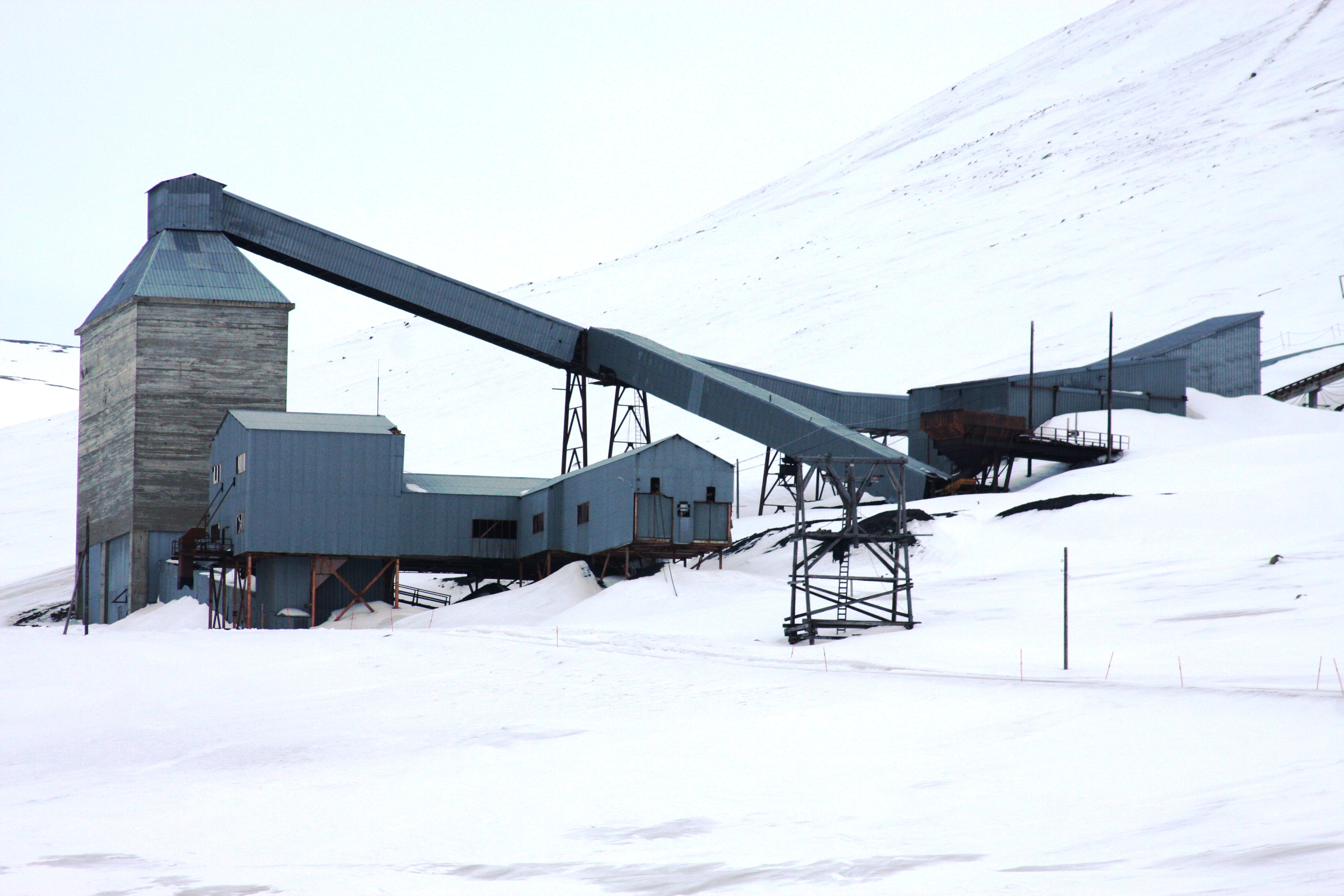
Daganläggningen
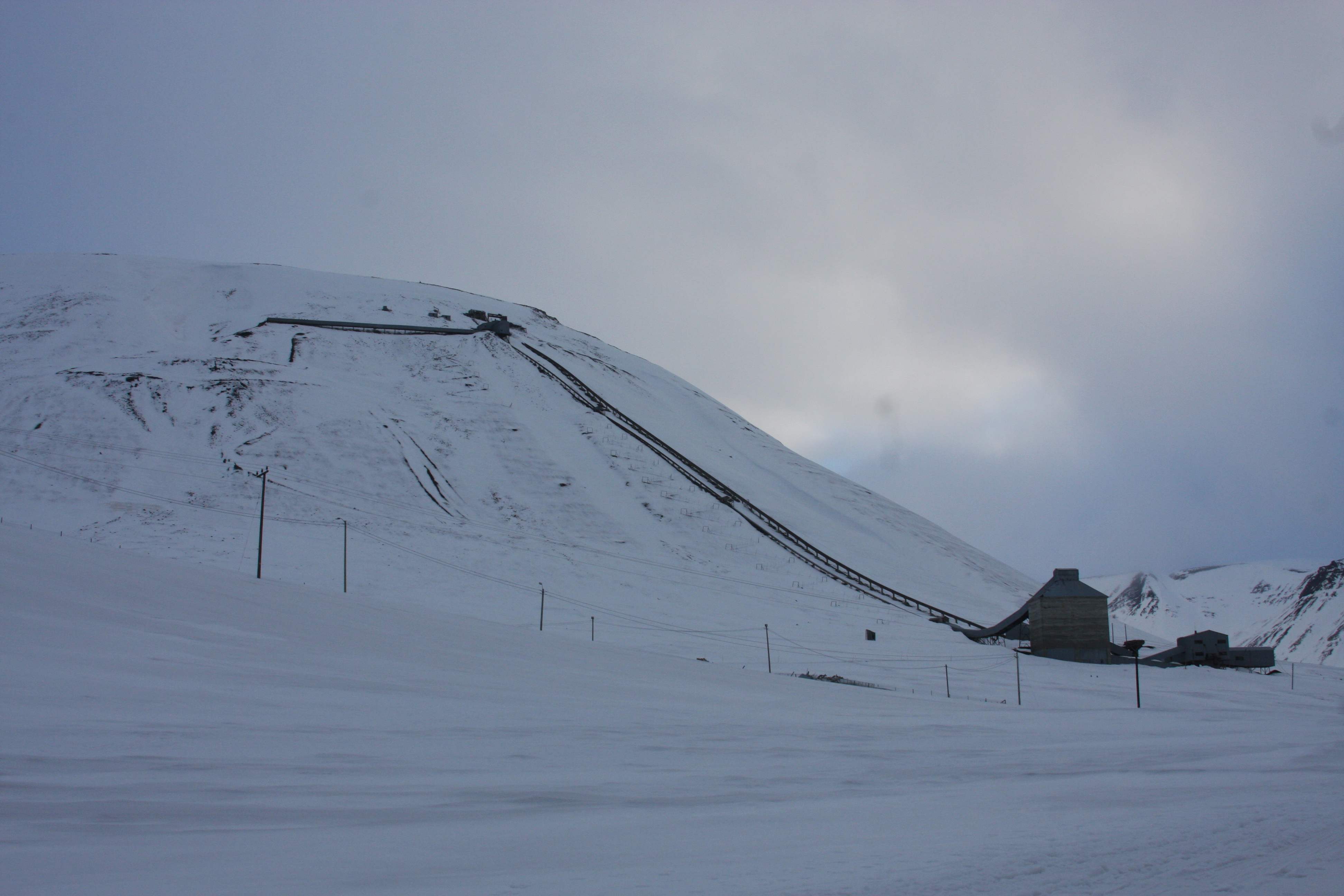
Fjället Bolternosa